# Ecuadoraans voetbalelftal in 1992
Het Ecuadoraans voetbalelftal speelde in totaal vijf vriendschappelijke interlands in het jaar 1992, waaronder twee oefenwedstrijden tegen Costa Rica. De ploeg stond onder leiding van de Montenegrijnse bondscoach Dušan Drašković

## Balans
| Wedstrijden | Wedstrijden | Wedstrijden | Wedstrijden | Doelpunten | Doelpunten | Doelpunten | Punten |
| Gespeeld    | Winst       | Gelijk      | Verlies     | Voor       | Tegen      | Saldo      | Punten |
| ----------- | ----------- | ----------- | ----------- | ---------- | ---------- | ---------- | ------ |
| 5           | 0           | 2           | 3           | 5          | 8          | –3         | 0.400  |

## Interlands
|                                                   |                    |       |                         |                                                                                                |
| 24 mei Vriendschappelijk № 192 «onderlinge duels» | Guatemala          | 1 – 1 | Ecuador                 | Estadio Nacional Mateo, Guatemala-Stad Toeschouwers: 15.000 Scheidsrechter: Fredy Burgos (GUA) |
| 24 mei Vriendschappelijk № 192 «onderlinge duels» | Edwin Westphal 31' |       | 43' (pen.) Iván Hurtado | Estadio Nacional Mateo, Guatemala-Stad Toeschouwers: 15.000 Scheidsrechter: Fredy Burgos (GUA) |

|                                                   |                                            |       |                     |                                                                                              |
| 27 mei Vriendschappelijk № 193 «onderlinge duels» | Costa Rica                                 | 2 – 1 | Ecuador             | Estadio Ricardo Saprissa, San José Toeschouwers: 1.250 Scheidsrechter: Edgardo Codesal (CRC) |
| 27 mei Vriendschappelijk № 193 «onderlinge duels» | Luis Diego Arnáez 38' Mauricio Montero 44' |       | 89' Héctor Carabalí | Estadio Ricardo Saprissa, San José Toeschouwers: 1.250 Scheidsrechter: Edgardo Codesal (CRC) |

|                                                   |                                                           |       |                     |                                                                                              |
| 4 juli Vriendschappelijk № 194 «onderlinge duels» | Uruguay                                                   | 3 – 1 | Ecuador             | Estadio Centenario, Montevideo Toeschouwers: 15.000 Scheidsrechter: Juan Carlos Crespi (ARG) |
| 4 juli Vriendschappelijk № 194 «onderlinge duels» | Fernando Kanapkis 8' Adrián Paz 56' José Luis Zalazar 58' |       | 83' Ángel Fernández | Estadio Centenario, Montevideo Toeschouwers: 15.000 Scheidsrechter: Juan Carlos Crespi (ARG) |

|                                                       |                   |       |                   |                                                                                  |
| 6 augustus Vriendschappelijk № 195 «onderlinge duels» | Ecuador           | 1 – 1 | Costa Rica        | Estadio Modelo, Guayaquil Toeschouwers: 8.000 Scheidsrechter: Elías Jácome (ECU) |
| 6 augustus Vriendschappelijk № 195 «onderlinge duels» | Byron Tenorio 65' |       | 19' Geovanny Jara | Estadio Modelo, Guayaquil Toeschouwers: 8.000 Scheidsrechter: Elías Jácome (ECU) |

|                                                        |                     |       |                     |                                                                             |
| 24 november Vriendschappelijk № 196 «onderlinge duels» | Peru                | 1 – 1 | Ecuador             | Estadio Nacional, Lima Toeschouwers: 7.000 Scheidsrechter: José Arana (PER) |
| 24 november Vriendschappelijk № 196 «onderlinge duels» | Alberto Ramírez 53' |       | 4' Hjalmar Zambrano | Estadio Nacional, Lima Toeschouwers: 7.000 Scheidsrechter: José Arana (PER) |

## Statistieken
| Jacinto Espinoza   | 1969-11-24 | Club Sport Emelec          | 5 | 0 | 0 | 5  | 0 |
| Verdediging        |            |                            |   |   |   |    |   |
| Luis Capurro       | 1961-05-01 | Club Sport Emelec          | 5 | 0 | 0 | 45 | 0 |
| Iván Hurtado       | 1974-08-16 | Club Sport Emelec          | 5 | 0 | 1 | 5  | 1 |
| Dannes Coronel     | 1973-05-24 | Club Sport Emelec          | 3 | 2 | 0 | 5  | 0 |
| José Guerrero      | 1973-05-24 | Club Sport Emelec          | 2 | 0 | 0 | 7  | 1 |
| Raúl Noriega       | 1970-01-04 | Barcelona Sporting Club    | 2 | 0 | 0 | 5  | 0 |
| Máximo Tenorio     | 1969-09-30 | Club Sport Emelec          | 1 | 1 | 0 | 2  | 0 |
| Byron Tenorio      | 1966-06-14 | Barcelona Sporting Club    | 1 | 0 | 1 |    |   |
| Alberto Montaño    | 1970-03-23 | Barcelona Sporting Club    | 1 | 0 | 0 | 1  | 0 |
| Jimmy Montanero    | 1960-08-24 | Barcelona Sporting Club    | 1 | 0 | 0 |    |   |
| Hólger Quiñónez    | 1962-08-18 | União Madeira              | 1 | 0 | 0 |    |   |
| Ángel Hurtado      | 1967-11-07 | Club Atlético Green Cross  | 1 | 0 | 0 | 1  | 0 |
| Middenveld         |            |                            |   |   |   |    |   |
| Nixon Carcelén     | 1969-09-27 | Sociedad Deportivo Quito   | 5 | 0 | 0 | 13 | 1 |
| Héctor Carabalí    | 1972-02-15 | Barcelona Sporting Club    | 4 | 1 | 1 | 5  | 0 |
| Cléber Chalá       | 1971-06-29 | Club Deportivo El Nacional | 2 | 1 | 0 | 3  | 0 |
| Juan Carlos Garay  | 1968-09-15 | Club Deportivo El Nacional | 1 | 1 | 0 | 10 | 1 |
| Ivo Ron            | 1967-01-16 | Club Sport Emelec          | 1 | 0 | 0 | 5  | 1 |
| José Gavica        | 1969-01-08 | Barcelona Sporting Club    | 1 | 0 | 0 | 1  | 0 |
| Hjalmar Zambrano   | 1971-04-23 | Valdez Sporting Club       | 1 | 0 | 1 | 1  | 1 |
| Héctor Ferri       | 1968-10-17 | Sociedad Deportiva Aucas   | 1 | 0 | 0 | 1  | 0 |
| Oswaldo de la Cruz | 1968-12-13 | LDU Quito                  | 0 | 2 | 0 | 2  | 0 |
| Ronney Mantilla    | 1967-10-20 | LDU Quito                  | 0 | 1 | 0 | 1  | 0 |
| Aanval             |            |                            |   |   |   |    |   |
| Ángel Fernández    | 1971-08-02 | Club Sport Emelec          | 5 | 0 | 1 | 7  | 1 |
| Eduardo Hurtado    | 1969-12-02 | FC St. Gallen              | 2 | 2 | 0 | 4  | 0 |
| Raúl Avilés        | 1964-02-17 | Club Sport Emelec          | 2 | 1 | 0 |    |   |
| Carlos Muñóz       | 1964-02-17 | Barcelona Sporting Club    | 2 | 0 | 0 | 17 | 2 |
| Diego Herrera      | 1969-04-20 | LDU Quito                  | 1 | 1 | 0 | 2  | 0 |
| David Reascos      | 1968-12-15 | CD Técnico Universitario   | 1 | 0 | 0 | 1  | 0 |
| Carlos Quiñónez    | 1971-01-06 | CD Universidad Católica    | 0 | 1 | 0 | 1  | 0 |

FEF · A-internationals · Bondscoaches · Selecties · Statistieken · Ecuadoraans vrouwenelftal · Olympisch elftal · Ecuador U21 · Ecuador U20 · Ecuador U18 · Ecuador U17
1938 – 1949 ·
1950 – 1959 ·
1960 – 1969 ·
1970 – 1979 ·
1980 – 1989 ·
1990 – 1999 ·
2000 – 2009 ·
2010 – 2019 ·
2020 − 2029
WK 2002 · 
WK 2006 · 
WK 2014
1938 · 
1939 · 
1940 · 
1941 · 
1942 · 
1943 · 1944 · 
1945 · 
1946 · 
1947 · 
1948 · 
1949 · 
1950 · 1951 · 1952 · 
1953 · 
1954 · 
1955 · 
1956 · 
1957 · 
1958 · 
1959 · 
1960 · 
1961 · 1962 · 
1963 · 
1964 · 
1965 · 
1966 · 
1967 · 1968 · 
1969 · 
1970 · 
1971 · 
1972 · 
1973 · 
1974 · 
1975 · 
1976 · 
1977 · 
1978 · 
1979 · 
1980 · 
1981 · 
1982 · 
1983 · 
1984 · 
1985 · 
1986 · 
1987 · 
1988 · 
1989 · 
1990 · 
1991 · 
1992 · 
1993 · 
1994 · 
1995 · 
1996 · 
1997 · 
1998 · 
1999 · 
2000 · 
2001 · 
2002 · 
2003 · 
2004 · 
2005 · 
2006 · 
2007 · 
2008 · 
2009 · 
2010 · 
2011 · 
2012 · 
2013 · 
2014 · 
2015 · 
2016 · 
2017 ·
2018 ·
2019 ·
2020 ·
2021 ·
2022
Argentinië ·
Armenië ·
Australië ·
Bolivia · 
Brazilië ·
Bulgarije ·
Canada ·
Chili ·
Colombia ·
Costa Rica ·
Cuba ·
Denemarken ·
DDR ·
Duitsland ·
El Salvador ·
Engeland ·
Estland ·
Finland ·
Frankrijk ·
Griekenland ·
Guatemala ·
Haïti ·
Honduras ·
Ierland ·
Irak ·
Iran ·
Italië ·
Jamaica ·
Japan ·
Joegoslavië ·
Jordanië ·
Kaapverdië ·
Koeweit ·
Kroatië · 
Libanon ·
Mexico ·
Nederland ·
Nigeria ·
Noord-Macedonië ·
Oeganda ·
Oman ·
Panama ·
Paraguay ·
Peru ·
Polen ·
Portugal ·
Qatar ·
Roemenië ·
Saoedi-Arabië ·
Schotland ·
Senegal ·
Spanje ·
Trinidad en Tobago ·
Turkije · 
Uruguay ·
Venezuela ·
Verenigde Staten ·
Wit-Rusland ·
Zambia ·
Zuid-Afrika ·
Zuid-Korea ·
Zweden ·
Zwitserland
Costa Rica (2006) · 
Duitsland (2006) · 
Engeland (2006) · 
Frankrijk (2014) · 
Honduras (2014) · 
Nederland (2022) · 
Polen (2006) · 
Qatar (2022) · 
Zwitserland (2014)